# César Portillo de la Luz
César Portillo de la Luz (Havana, 31 de outubro de 1922 — 4 de maio de 2013) foi um cantor e compositor cubano. Portillo é descrito como "um autor fundamental da música latino-americana"e "um dos compositores mais prolíficos do século XX".Ele foi considerado um lendário da música, além de ser famoso por obras de bolero como "Contigo en la distancia" e "Tú mi delirio".